# Kaple Panny Marie Pomocné (Vintířov)
Kaple Panny Marie Pomocné je kaple na Vintířovském vrchu severně od vesnice Vintířov v okrese Chomutov. Od roku 1963 je chráněna jako kulturní památka.

## Historie

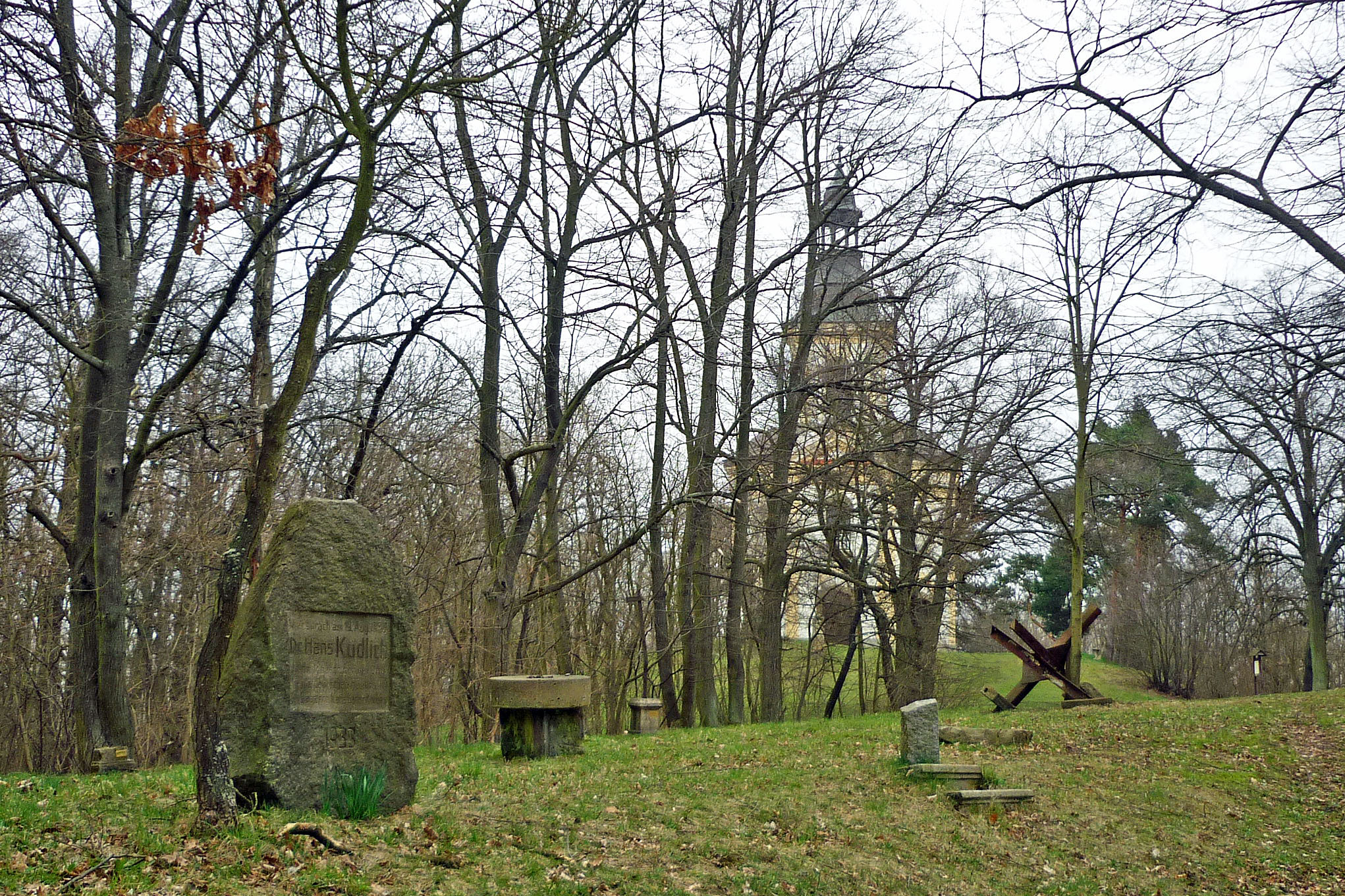
Lapidárium drobných památek z bývalých sídel na území Vojenského újezdu Hradiště

Malou kapli nechala na Vintířovském vrchu (385 m n. m.) postavit Marie Polyxena Losynthalová v roce 1685. Vysvětil ji vilémovský farár Valentin Raspichler v roce 1694. Stavbu nové a větší kaple zahájil Jan Antonín Losy a jeho manželka Josefa Polyxena roku 1725. Stavbu provedl žatecký stavitel Josef Antonín Jentsch a v roce 1727 byla znovu vysvěcena.
V roce 1781 udeřil do střechy blesk a způsobil požár, který celou kapli zničil, ale o dva roky později byla obnovena alespoň střecha. Roku 1785 získal vintířovské panství Josef Mikuláš Windischgrätz a ve stejné době kapli postihla církevní reforma císaře Josefa II. Kaple byla zrušena, oltářní obraz převezen do kostela v Radonicích, samotný mramorový oltář a další architektonické články do Dolan, zvony odvezeny do Kryštofových Hamrů a do Miřetic a zbylý majetek v hodnotě přes 23 000 zlatých převzal náboženský fond.
Okolo roku 1825 plánoval majitel panství, Veriand Alfréd Windischgrätz, postavit na místě kaple letohrádek, ale vzhledem k žádostem místních obyvatel rozhodl o obnovení kaple a věnoval 400 zlatých na stavební materiál. Pražské místodržitelství obnovu kaple povolilo v roce 1833. Na obnově se podíleli obyvatelé okolních vesnic.
Poutě ke kapli se konaly o první neděli v červenci až do poloviny 20. století. Potom kaple zchátrala, přišla o střechu a hrozilo zřícení části zdiva. Její obnovu inicioval Klub přátel historických památek Radonice a oprava začala v roce 1996 rekonstrukcí střechy. V okolí kaple vzniklo lapidárium drobných památek ze zaniklých vesnic v Doupovských horách.

## Stavební podoba
Kaple má polygonální půdorys s hranolovou věží v čele. Do zdi věže je pod trojúhelníkovým štítem vsazen erb Losyů z Losinthalu. Interiér je zaklenut plackovou klenbou na pilastrech.